# Universitatea din Zagreb
Universitatea din Zagreb (Universitas Studiorum Zagrabiensis) este cea mai veche universitate cu activitate continuă în Croația. 
În data de 23 septembrie 1669 împăratul Leopold I a înființat la Zagreb o academie iezuită. După desființarea ordinului iezuit de papa Clement al XIV-lea în anul 1773 academia (inclusiv biblioteca universitară) au primit o nouă structură. În anul 1776 împărăteasa Maria Terezia a redenumit instituția în „Academia Regală de Științe” (în latină Regia Scientiarum Academia), cu trei facultăți: filozofie, teologie și științe juridice.
În prezent peste 70.000 de studenți studiază la universitate.